# Транспорт на Сейшельских Островах

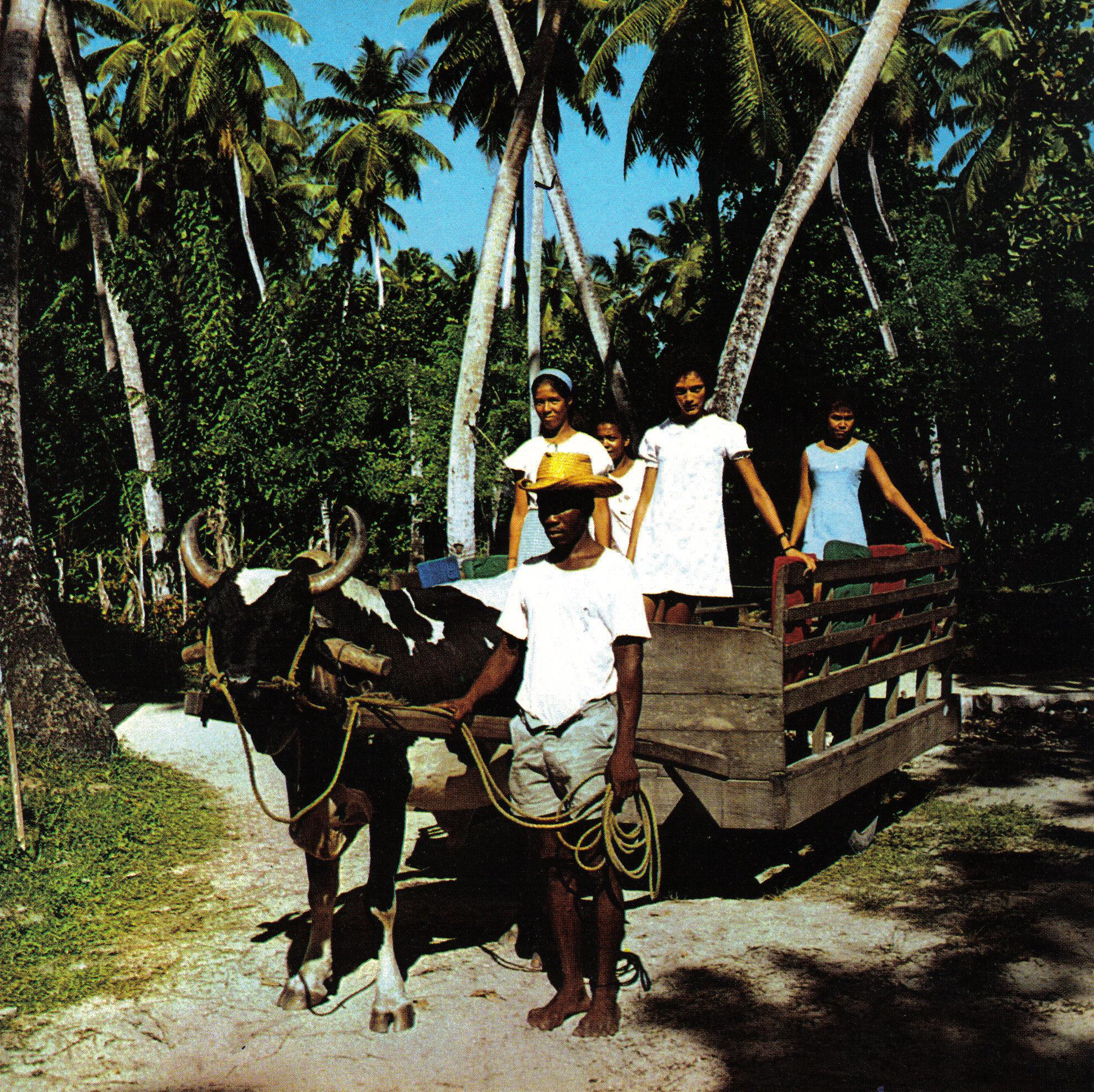
Традиционная телега на Ла-Диге

Существует несколько видов транспорта на Сейшельских островах. Сейшельская транспортная система включает 508 км дорог (в том числе 490 км асфальтированных), морские порты и аэропорты. В стране отсутствуют железные дороги. Что касается морского транспорта, основной порт Виктория, Сейшельские Острова и не имеет собственного торгового флота. На Сейшельских островах имеется 14 аэропортов, основными из них являются Сейшельский международный аэропорт
и Аэропорт острова Праслен.
В сельских районах, особенно на Ла-Диге, популярным способом общественного транспорта являются телеги.